# Foers (Automarke)

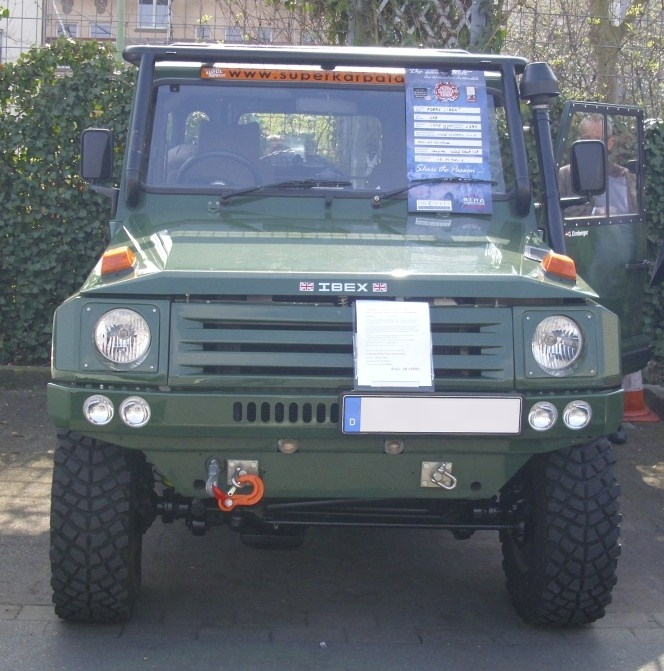
Foers Ibex

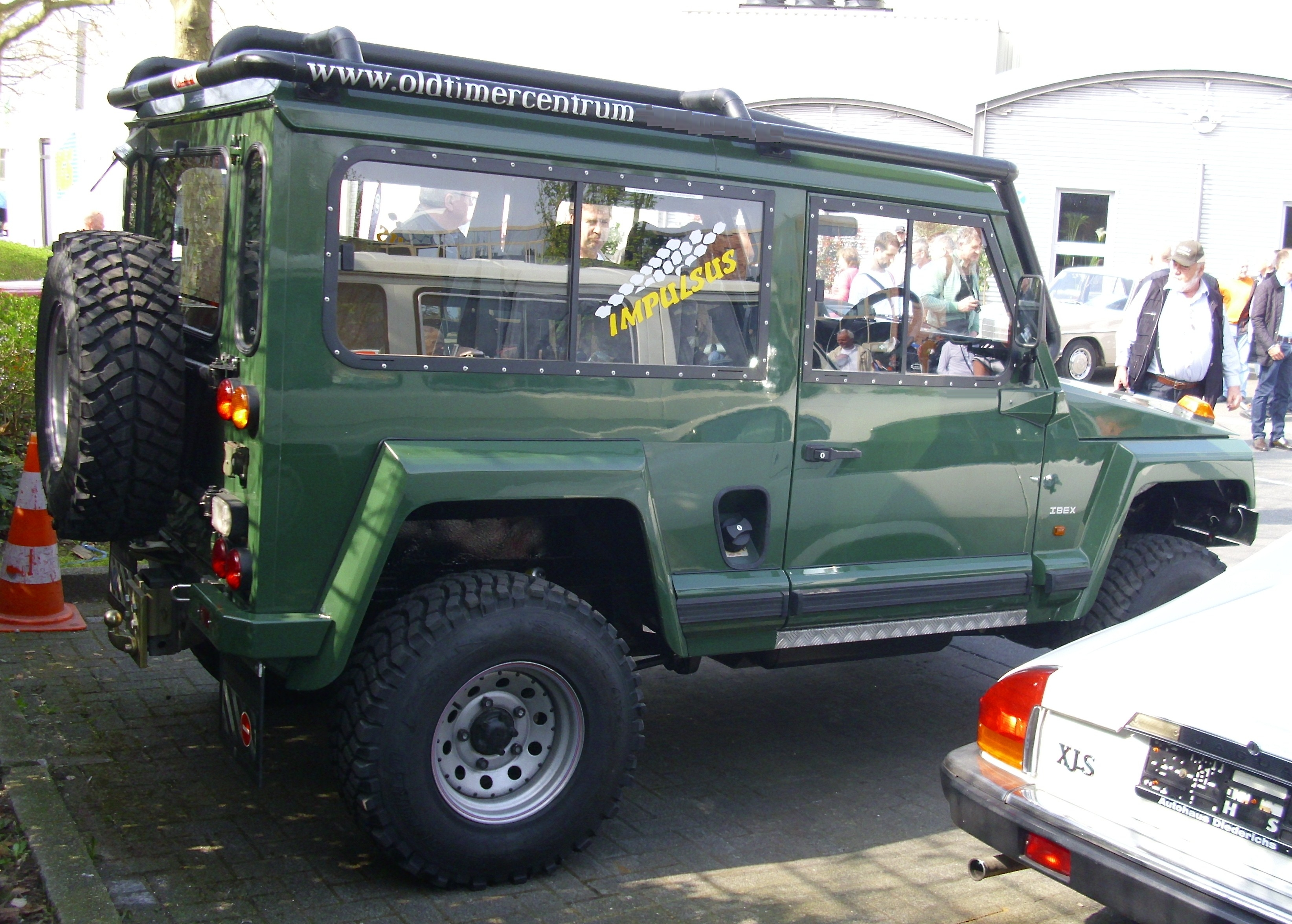
Seitenansicht

Foers ist eine britische Automarke.

## Markengeschichte
John Foers gründete 1977 in Rotherham in der Grafschaft South Yorkshire das Unternehmen J. A. Foers Engineering und begann mit der Produktion von Automobilen und Kits. Der Markenname lautet Foers. 1990 übernahm Deltech Engineering bzw. Del Tech Engineering aus Rotherham unter Leitung von Derek Chapman die Produktion von zwei Modellen und stellte sie bis 1997 her. Foers gab die Produktion des letzten verbliebenen Modells von 2004 bis 2006 (nach anderen Quellen von 2000 bis 2005) an Ricardo Engineering aus Shoreham-by-Sea in West Sussex ab, übernahm sie dann aber wieder in seinem neuen Unternehmen Foers Engineering in Ninebanks bei Hexham in Northumberland. Inzwischen ist auch sein Sohn David im Unternehmen tätig. Insgesamt entstanden bisher etwa 296 Exemplare.

## Fahrzeuge
Nachstehend eine Übersicht über die Modelle, Zeiträume, ungefähre Produktionszahlen, Hersteller und Kurzbeschreibungen.
| Modell       | Zeitraum  | Stückzahl | Hersteller                                                                                        | Kurzbeschreibung |
| ------------ | --------- | --------- | ------------------------------------------------------------------------------------------------- | --- |
| Foers Nomad  | 1977–1997 | 183       | - 1977–1990 J. A. Foers Engineering - 1990–1997 Deltech Engineering                               | Freizeitfahrzeug im Stile des Mini Moke auf Basis Mini mit Fahrgestell aus Stahl und Karosserie aus Aluminium, erhältlich als Strandwagen, Pick-up, Kombi und Kastenwagen. |
| Foers Triton | 1985–1997 | 3         | - 1985–1990 J. A. Foers Engineering - 1990–1997 Deltech Engineering                               | Freizeitfahrzeug auf Basis Mini Metro, erhältlich als dreitüriger Kombi.                                                                                                   |
| Foers Ibex   | 1990–     | 110       | - 1990–2004 J. A. Foers Engineering - 2004–2006 Ricardo Engineering - seit 2006 Foers Engineering | Fahrzeug auf Basis des Land Rover Defender, wahlweise mit 4 oder 6 Rädern, auch als Pick-up.                                                                               |

Auf der Techno-Classica wurde 2015 ein Foers Ibex als zweitüriger Kombi mit Erstzulassung 2005 für 14.900 Euro angeboten. Sein Dieselmotor leistete aus 2759 cm³ Hubraum 116 PS.